# Zdzisław Wardejn

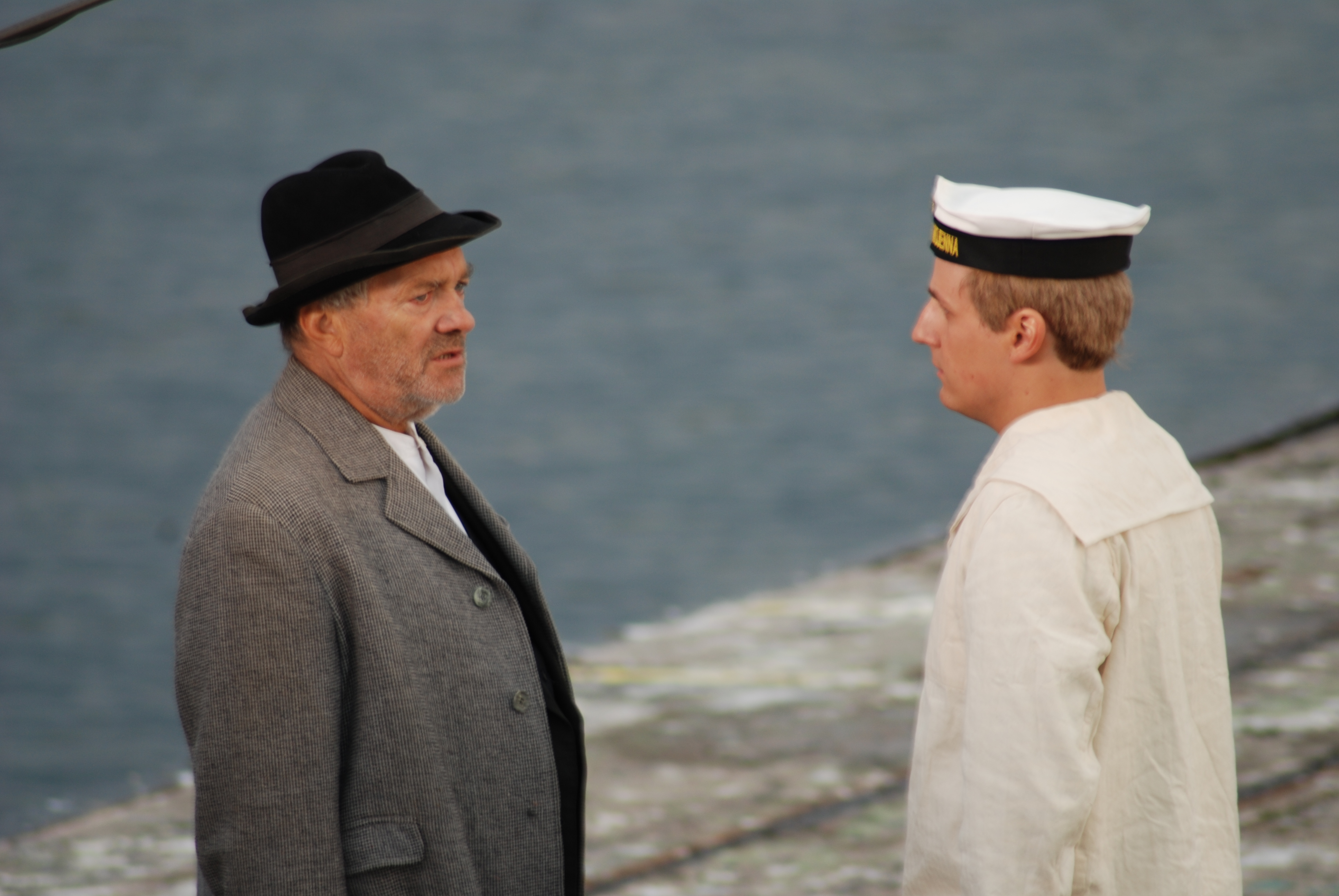
Zdzisław Wardejn jako Jazowiecki w filmie Miasto z morza

Zdzisław Wardejn (ur. 21 kwietnia 1940 w Warszawie) – polski aktor teatralny i filmowy.

## Życiorys
W 1961 roku ukończył studia na Wydziale Aktorskim Akademii Teatralnej im. Aleksandra Zelwerowicza w Warszawie, a w 1973 roku – na Wydziale Reżyserskim tej samej uczelni. Zadebiutował na dużym ekranie jako członek kontroli radiolokacyjnej na lotnisku w filmie Przeciwko Bogom Huberta Drapelli, natomiast debiut teatralny miał miejsce w 1961 roku w sztuce Rekonstrukcja poety na podstawie publikacji Zbigniewa Herberta w reżyserii Jowity Pieńkiewicz.
Występował na scenach Zielonej Góry – Teatr Lubuski w latach 1961–1963, Poznania – Teatr Polski w latach 1963–1967 i Krakowa – Teatr Rozmaitości w latach 1967–1968. Od 1968 roku występuje w teatrach warszawskich: Narodowym (1968–1982), Ochoty (1983–1984), Nowym (1984–1993). W latach 1993–2005 i 2014–2018 aktor Teatru Dramatycznego w Warszawie.

## Życie prywatne
Uczestnik Poznańskiego Czerwca 1956, omyłkowo umieszczony na liście śmiertelnych ofiar rozruchów. Jego akt zgonu sprostowano sądownie dopiero po 2,5 miesiąca.
Jego żoną jest Małgorzata Pritulak, mają synów Przemysława i Franciszka. Ma też syna Wojciecha z małżeństwa z aktorką Ireną Grzonką.

## Odznaczenia
- Złoty Medal „Zasłużony Kulturze Gloria Artis” – 2025[4]
- Srerbny Medal „Zasłużony Kulturze Gloria Artis” – 2010[5]

## Filmografia

### Aktor
Źródło: FilmPolski.pl

- 1961: Przeciwko bogom jako członek kontroli radiolokacyjnej na lotnisku
- 1970: Pejzaż z bohaterem jako malarz
- 1970: Książę sezonu jako ratownik Staszek „Misio”
- 1974: Telefon jako docent Andrzej Śliwiński
- 1976: Tylko Beatrycze jako Giraldus
- 1976: Zielone, minione...
- 1976: Klara i Angelika
- 1977–1978: Układ krążenia jako doktor Karlewicz
- 1977: Rekolekcje jako Leszek
- 1977: Palace Hotel jako przyjaciel Lenki
- 1977: Lalka jako Maruszewicz
- 1977: Wolna sobota jako prokurator
- 1978: Koty to dranie
- 1978: Wejście w nurt jako Marek
- 1978: Znaki zodiaku jako Michał
- 1978: Wielki podryw jako kolega Sylwika
- 1979: Aria dla atlety jako Popow
- 1979: Hotel klasy lux jako „Artysta” Żuber
- 1979: Gwiazdy poranne jako Kret
- 1980: Wizja lokalna 1901 jako nauczyciel Koralewski
- 1980: Królowa Bona jako Gian Lorenzo Pappacoda
- 1980: Podróż do Arabii jako Tadeusz
- 1980: Bez miłości jako redaktor
- 1980: Bo oszalałem dla niej jako Kolatowski
- 1980: Zamach stanu jako Felicjan Składkowski-Sławoj, minister spraw wewnętrznych
- 1981: Dreszcze jako inspektor
- 1981: Vabank jako właściciel teatru
- 1983: Wir jako pan Rolle
- 1983: Złe dobrego początki... jako reżyser
- 1983: Thais jako Poeta Kallikrates
- 1984: Przyspieszenie jako Karaś, urzędnik z banku
- 1984: W starym dworku, czyli niepodległość trójkątów jako Ignacy Kozdroń
- 1984: To tylko rock jako Marczak
- 1984: Trzy stopy nad ziemią jako dyrektor Kapusta
- 1985: Och, Karol – przyjaciel Karola
- 1986: Zmiennicy – Waldemar Barewicz
- 1986: Głód serca – przyjaciel Janusza
- 1987: Komediantka – dyrektor muzyczny zespołu Cabińskiego
- 1987: Co to konia obchodzi? – pan Kazio, właściciel kina objazdowego
- 1987: Cesarskie cięcie – Pietrzak, mąż ciężarnej
- 1987: Ballada o Januszku – Zdzisław Mierzwiak
- 1988: Piłkarski poker – Prezes „Mutry” Lubin
- 1988: Kogel-mogel – Marian Wolański
- 1989: Modrzejewska – Mustazza, „wielbiciel” Modrzejewskiej w Czerniowcach
- 1989: Kanclerz – Emerlich Sonntag
- 1989: Galimatias, czyli kogel-mogel II – Marian Wolański
- 1994: Komedia małżeńska – Remek
- 1995: Ekstradycja – Peter Novotny
- 1996: Poznań 56 jako Redaktor w poznańskiej rozgłośni Polskiego
- 1996: Nocne graffiti – Kudlicki
- 1996: Ekstradycja 2 jako Peter Novotny
- 1996: Bar Atlantic jako Węgier
- 1997: Kroniki domowe jako sąsiad
- 1997: Młode wilki 1/2 jako Fogiel
- 1999: Wszystkie pieniądze świata jako Zygmunt Chrzanowski
- 1999: Odlotowe wakacje
- 1999: ...gdzie mój starszy syn Kain jako lektor
- 1999: O palec jako kierowca
- 1999: Policjanci jako Piskorski, człowiek Navrotha
- 1999–2007: Na dobre i na złe jako Kotowicz, ojciec Kamili
- 1999: Trzy szalone zera jako profesor Turban
- 2000–2007: Plebania – Norbert Borosiuk
- 2001: Marszałek Piłsudski – Norbert Barlicki, poseł PPS
- 2001: Człowiek magnes
- 2002: Jak to się robi z dziewczynami jako ojciec Bogo
- 2003: Stara baśń jako Stoigniew
- 2003: „111” Tomasza Mana w Laboratorium Dramatu, jako ojciec
- 2004: Stara baśń jako Stoigniew
- 2004–2007: Kryminalni jako Myjas
- 2005: Dom niespokojnej starości
- 2005: „Absynt” Magdy Fertacz w Laboratorium Dramatu, jako ojciec
- 2007: Hela w opałach jako Waldemar Nowacki (odc. 36)
- 2007: Samo życie jako Józef Miszczuk, ojciec Kacpra Szpunara
- 2008–2012, 2013: Pierwsza miłość jako Franek, ojciec Edyty
- 2008: „Maestro” Jarosława Abramowa-Newerlego w Laboratorium Dramatu, jako Steinberg
- 2009: Miasto z morza jako Jazowiecki
- 2009: Miasto z morza (serial) jako Jazowiecki
- 2010: Ratownicy jako architekt (odc. 1 i 2)
- 2010: Operacja Reszka jako pułkownik MSW
- 2010: Usta usta jako Żelisław Nowak, ojciec Piotra Nowaka
- 2011: Świat według Kiepskich jako mistrz zakonu krzyżackiego
- 2011: Życie nad rozlewiskiem jako wydawca Józef Strata, przyjaciel Barbary
- 2012: Reguły gry jako emeryt (gościnnie)
- 2012: Ja to mam szczęście! jako Bolesław, ojciec Joanny
- 2012: Prawo Agaty jako Tadeusz Morawski, ojciec Dariusza (odc. 19)
- 2012: Czas honoru jako dyrektor teatru (odc. 64 i 65)
- 2013: Ojciec Mateusz jako Jerzy Cholewa (odc. 124)
- 2013: Na dobre i na złe jako Janusz
- 2013: Piąty Stadion jako Hubert (odc. 50)
- 2014: The Last Waltz jako Goldstein
- 2014: Na krawędzi 2 jako pułkownik Kania
- 2014: Zbrodnia (serial) jako Julian Lubczyński, ojciec Cezarego
- 2015: Na dystans jako wujek Włodzimierz
- 2016–2018: Druga szansa jako Michał Kryński
- 2018: Ojciec Mateusz jako myśliwy Zdzisław Czaprak (odc. 246)
- 2019: Miszmasz, czyli kogel-mogel 3 jako docent Marian Wolański
- 2019: Boże Ciało jako proboszcz
- 2021: Koniec świata, czyli kogel-mogel 4 jako docent Marian Wolański
- 2022: Gang Zielonej Rękawiczki jako Stefan

### Dubbing
- 1973: Robin Hood – szeryf Nottingham
- 1981: Lis i Pies – Maks
- 1994: Brzdąc w opałach
- 2001–2008: Café Myszka – szeryf Nottingham
- 2003: Country Miśki – Tennessee
- 2006: Lis i Pies 2 – Maks
- 2011: Auta 2 – Tombe
- 2012: Podróż na Tajemniczą Wyspę – Alexander
- 2012: Avengers – dozorca magazynu
- 2012: Hobbit: Niezwykła podróż – Balin
- 2013: Jeździec znikąd – wódz Komanczów
- 2013: Hobbit: Pustkowie Smauga – Balin
- 2014: Wielka szóstka – ojciec Freda
- 2014: Hobbit: Bitwa Pięciu Armii – Balin
- 2014: Paddington – pan Gruber
- 2015: Avengers: Czas Ultrona – Stan Lee
- 2015: Bystry Bill – Wombo
- 2016: Kapitan Ameryka: Wojna bohaterów – kurier
- 2016: Doktor Strange – mężczyzna w autobusie
- 2017: Strażnicy Galaktyki vol. 2 – Stan Lee
- 2017: Piraci z Karaibów: Zemsta Salazara – burmistrz Dix
- 2017: Auta 3 – Szpachel
- 2017: Transformers: Ostatni rycerz – sir Edmund Burton
- 2017: Spider-Man: Homecoming – Gary
- 2017: Thor: Ragnarok – Stan Lee
- 2017: Paddington 2 – pan Gruber
- 2018: Czarna Pantera – Stan Lee
- 2018: Avengers: Wojna bez granic – kierowca autobusu (Stan Lee)
- 2018: Wielka szóstka: Serial – tata Freda (odc. 1)
- 2018: Ant-Man i Osa – mężczyzna ze skurczonym autem (Stan Lee)
- 2018: Młodzi Tytani: Akcja! Film – Stan Lee